# Jan Justus Bos

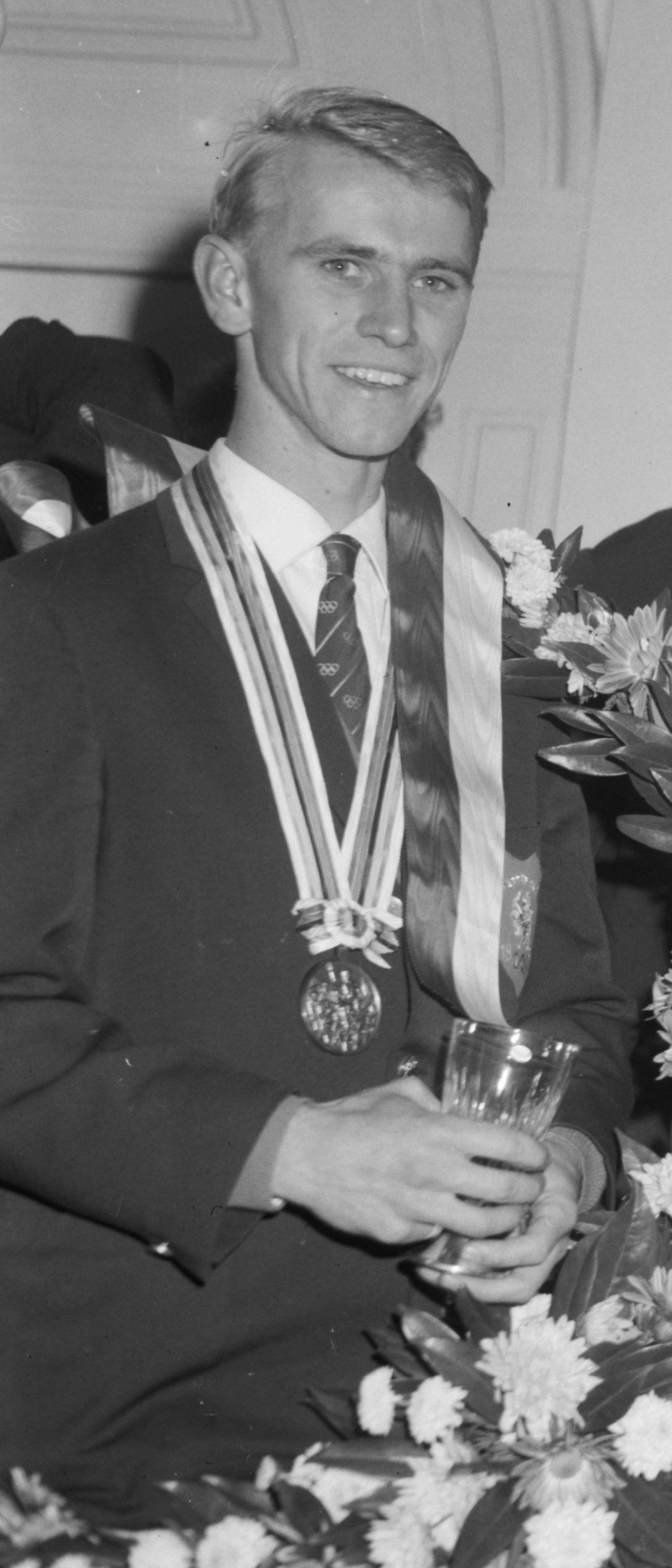
Jan-Just Bos in 1964

Jan Justus „Jan-Just“ Bos (* 28. Juli 1939 in Balikpapan, Niederländisch-Indien; † 24. März 2003 in Oosterbeek) war ein niederländischer Steuermann im Rudern. Später war er Botaniker und hatte eine eigene Fernsehsendung. Sein offizielles botanisches Autorenkürzel lautet „Bos“.

## Karriere
Der 1,68 m große Jan Justus Bos vom Ruderclub Argo in Wageningen nahm zusammen mit Maarten van Dis und Arnold Wientjes an den Olympischen Spielen 1960 teil. Nach einem zweiten Platz im Vorlauf schied das Boot mit einem dritten Platz im Hoffnungslauf aus.
1964 bildeten Herman Rouwé, Erik Hartsuiker und Jan Justus Bos den Zweier mit Steuermann. Bei den Olympischen Spielen 1964 kamen die drei Niederländer im Vorlauf als Zweite hinter den US-Amerikanern ins Ziel. Für das Finale qualifizierten sich die Niederländer mit einem Sieg im dritten Hoffnungslauf. Im Finale siegten die US-Amerikaner vor den Franzosen, die Niederländer erruderten die Bronzemedaille.
Neben seiner sportlichen Laufbahn studierte Bos Biologie an der Universität Wageningen. Er unternahm später Forschungsreisen nach Afrika und promovierte 1984 mit einer Schrift über Drachenbäume. Unter den 15 Pflanzen, die Bos im International Plant Names Index zugeordnet werden, sind acht Drachenbäume.
In den 1980er Jahren führte er im niederländischen Fernsehen beim Sender NCRV durch die Natur-Sendung Ja, natuurlijk.